# ラトレイア
ラトレイア（ギリシア語: λατρεία, latreia、ラテン語: Latrīa、)とは、正教会とカトリック教会で使われる用語であり、三位一体の神（至聖三者）にのみ捧げられる礼拝を表している。現代ギリシア語からはラトリアと転写出来る。

## 語義
正教会においては、神に対するギリシア語: "λατρεία"（ラトレイア、ラトリア、崇拝、礼拝）と、人に対するギリシア語: "προσκύνησις"（プロスキュネーシス、プロスキニシス、崇敬、伏拝）は区別される。
前者は神にのみ捧げられる礼拝であり、後者はイコンや聖人等に対しても行われる。
ギリシャ語訳旧約聖書である七十人訳聖書でも、後者は人に対して用いられている。創世記23章7節で、アブラハムが「その地の民ヘテの人々に礼をして」いる場面、ルツ記2章10節でルツがボアズに対して「地に伏して拝し」ている場面、サムエル記上24章8節でダビデが「地にひれ伏して拝した」場面等、他にも複数の箇所において、ギリシャ語原文では"προσκύνησις"が使われている。正教会においては、旧約聖書のみならず新約聖書のヨハネの黙示録においても、ヨハネが二度、天使の足下に伏拝（プロスキニシス）しようとした事は、こうしたラトリアとプロスキニシスの使い分けが前提となっていると理解される。
カトリック教会においても、LatrīaはDulia、Hyperduliaとは区別される。アウグスティヌスは『神の国』10巻1章で、ギリシャ語のラトレイア、ラテン語のセルウィトスが神礼拝を意味する語であると教えている。カトリック教会ではトマス・アクィナスにより、聖人や天使への崇敬がDulia、聖母マリアへの特別崇敬がHyperdulia とされている。

## 批判
プロテスタントからは、λατρείαとπροσκύνησιςの区別は明瞭でなく、正教会やローマ・カトリックのマリア崇敬を、聖書のみの信仰に反しているとして批判することがある。